# Crocidura dhofarensis
Crocidura dhofarensis es una especie de musaraña (mamífero placentario de la familia de los sorícidos).

## Distribución geográfica
Se encuentran en Omán.